# 望月惇志
望月 惇志（もちづき あつし、1997年8月2日 - ）は、神奈川県横浜市港南区出身の元プロ野球選手（投手）。右投右打。

## 経歴

### プロ入り前
5歳で野球を始めると、横浜市立芹が谷小学校時代は「東芹が谷ジュニアフェニックス」に、横浜市立芹が谷中学校時代は「横浜南ボーイズ」にそれぞれ所属。
横浜創学館高校に進学すると、2年春からベンチ入り。3年時にはストレートで最速148km/hを計測したが、在学中には春夏とも甲子園大会へは出場できなかった。1学年先輩に福田俊がいる。
2015年10月22日に行われたドラフト会議では、阪神タイガースから4位指名を受け、契約金4000万円、年俸500万円（金額は推定）という条件で入団した。背番号は61。

### プロ入り後
2016年、春季キャンプから二軍で育成。6月9日にオリックス・バファローズとのウエスタン・リーグ公式戦（阪神鳴尾浜球場）で先発投手として実戦デビューを果たすと、5回無失点の好投でプロ初勝利を挙げるとともに、ストレートで151km/h（当時の自己最速記録）を計測。同リーグ公式戦14試合の登板で、5勝3敗（1完投）、防御率3.84という成績を残した。9月30日にプロ入り後初の出場選手登録を果たすと、翌10月1日の対読売ジャイアンツ（巨人）戦（阪神甲子園球場）で、6点リードの9回表に4番手投手として一軍公式戦にデビュー。最初の対戦打者ギャレット・ジョーンズに投げ込んだストレートで、自己最速記録を153km/hにまで更新。結局、1回を無失点に抑え、福原忍の引退試合でもあったチームのレギュラーシーズン最終戦を継投による完封勝利で締めくくった。シーズン終了後の秋季キャンプでは蓄積疲労によって右肘を負傷。ノースローによる調整を余儀なくされた。
2017年、教育リーグ中にストレートで155km/hを計測したものの、レギュラーシーズン開幕後の4月に腰痛を発症。長期にわたる療養を強いられ、8月に実戦へ復帰すると、ウエスタン・リーグ公式戦で14試合に登板。5勝（1完投勝利）3敗、防御率3.84という成績を残した。一軍公式戦への登板機会はなかった。シーズン終了後に参加したフェニックスリーグでは155km/hを計測。フェニックスリーグ終了後に秋季キャンプへ参加したが、再び腰痛を訴えたため、12月19日に腰部ヘルニアの手術を受けた。
2018年、前年に受けたヘルニア手術の影響で、春季キャンプから6月末までは、二軍での調整に専念していた。7月3日の対中日ドラゴンズ戦（甲子園）8回表から2年ぶりの一軍公式戦登板を果たすと、5者連続奪三振を記録。同リーグ選抜の一員として初出場した7月13日のフレッシュオールスターゲーム（はるか夢球場）では、9回表の救援登板で155km/hを2度計測し、イースタン・リーグ選抜の高卒新人クリーンアップ（清宮幸太郎・村上宗隆・安田尚憲）を三者凡退に抑えた。後半戦は一軍の救援陣に定着。一軍公式戦全体では、37試合に登板して防御率4.20を記録したが、初勝利や初セーブを挙げるまでには至らなかった。シーズン終了後の秋季キャンプでは、才木浩人・浜地真澄とともにMVPへ選ばれた。
2019年、プロ入り後初めて一軍の沖縄春季キャンプに参加すると、主に先発で実戦登板を重ねた、オープン戦ではストレートで自己最速の159km/hを計測したものの、制球難を露呈したため、開幕一軍入りには至らなかった。4月4日の対巨人戦（東京ドーム）に救援投手として一軍公式戦でのシーズン初登板をしたが、3回を投げて2被本塁打3失点という内容で、翌5日に出場選手登録を抹消された。抹消後には、7月中旬の時点でウエスタン・リーグトップの防御率2.43を記録するなど先発で好投。7月17日の対中日戦（豊橋市民球場）で一軍公式戦の先発マウンドを初めて経験すると、先発と救援で併用されながら、8月22日の対DeNA戦（京セラドーム大阪）で一軍公式戦での初勝利を先発で記録した。レギュラーシーズンでは一軍公式戦8試合の登板で1勝を挙げただけだったが、チームがシーズン3位で迎えたクライマックスシリーズ（CS）では、10月9日に巨人とのファイナルステージ第1戦（東京ドーム）で先発に抜擢された。1回裏に2者連続で本塁打を打たれるなど、2回5失点という内容で降板した末に黒星を喫したが、一軍監督の矢野燿大は「望月に（大一番での）経験を積ませられるなど、ある意味でチームにとって必要な負け」と前向きに評価した（その後チームはCSで敗退）。
2021年は、2017年以来4年ぶりに一軍登板はなく、二軍でも17試合の登板で0勝3敗、防御率9.25であった。12月2日に自由契約となり、12月10日に育成選手として再契約。550万減となる推定年俸600万円となり、背番号も124に変更された。
2022年は、ウエスタン・リーグでの登板数は2試合のみに留まり、9月8日には「右肩関節唇修復術」を受けた。
2023年は、6月14日に術後初めてシート打撃に登板すると、7月22日に行われた石川ミリオンスターズとの練習試合で実戦に復帰。ウエスタン・リーグでは13試合に登板したが、0勝1敗、防御率8.74に終わり、10月3日に戦力外通告を受けた。その後、11月9日までに現役引退を決断した。

### 現役引退後
2024年からはタイガースアカデミーのコーチに就任する。

## 選手としての特徴・人物
190cmの長身から繰り出す角度のある最速159km/hのストレートが持ち味で、スライダー、スプリットを投げ分けるが、変化球の精度と直球の質が安定していないことや、制球力とフィールディングが課題となっている。
目標の選手は藤川球児で、ストレートの質と投球フォームを参考とし、プロ入り後は藤川と同じくザナックスのグラブを使用。高校時代には、自由研究のテーマに、藤川が投じるストレートの回転数を選んでいた。
愛称は「モッチー」。
好きな食べ物はたこ焼き。
2021年1月13日、一般女性と結婚。

## 詳細情報

### 年度別投手成績
| 年 度     | 球 団     | 登 板 | 先 発 | 完 投 | 完 封 | 無 四 球 | 勝 利 | 敗 戦 | セ 丨 ブ | ホ 丨 ル ド | 勝 率 | 打 者 | 投 球 回 | 被 安 打 | 被 本 塁 打 | 与 四 球 | 敬 遠 | 与 死 球 | 奪 三 振 | 暴 投 | ボ 丨 ク | 失 点 | 自 責 点 | 防 御 率 | W H I P |
| --------- | --------- | ----- | ----- | ----- | ----- | -------- | ----- | ----- | -------- | ----------- | ----- | ----- | -------- | -------- | ----------- | -------- | ----- | -------- | -------- | ----- | -------- | ----- | -------- | -------- | ------- |
| 2016      | 阪神      | 1     | 0     | 0     | 0     | 0        | 0     | 0     | 0        | 0           | ----  | 4     | 1.0      | 1        | 0           | 0        | 0     | 0        | 1        | 0     | 0        | 0     | 0        | 0.00     | 1.00    |
| 2018      | 阪神      | 37    | 0     | 0     | 0     | 0        | 0     | 0     | 0        | 0           | ----  | 190   | 44.0     | 46       | 7           | 17       | 0     | 2        | 40       | 2     | 0        | 24    | 21       | 4.30     | 1.43    |
| 2019      | 阪神      | 8     | 5     | 0     | 0     | 0        | 1     | 1     | 0        | 0           | .500  | 142   | 31.1     | 33       | 4           | 16       | 2     | 3        | 26       | 3     | 0        | 15    | 14       | 4.02     | 1.56    |
| 2020      | 阪神      | 16    | 0     | 0     | 0     | 0        | 0     | 0     | 0        | 0           | ----  | 81    | 19.0     | 18       | 2           | 8        | 0     | 0        | 18       | 3     | 0        | 11    | 11       | 5.21     | 1.37    |
| 通算：4年 | 通算：4年 | 62    | 5     | 0     | 0     | 0        | 1     | 1     | 0        | 0           | .500  | 417   | 95.1     | 98       | 13          | 41       | 2     | 5        | 85       | 8     | 0        | 50    | 46       | 4.34     | 1.46    |

### 年度別守備成績
| 年 度 | 球 団 | 投手  | 投手  | 投手  | 投手  | 投手  | 投手     |
| 年 度 | 球 団 | 試 合 | 刺 殺 | 補 殺 | 失 策 | 併 殺 | 守 備 率 |
| ----- | ----- | ----- | ----- | ----- | ----- | ----- | -------- |
| 2016  | 阪神  | 1     | 0     | 0     | 0     | 0     | ----     |
| 2018  | 阪神  | 37    | 2     | 1     | 0     | 0     | 1.000    |
| 2019  | 阪神  | 8     | 2     | 5     | 0     | 3     | 1.000    |
| 2020  | 阪神  | 16    | 1     | 2     | 1     | 0     | .750     |
| 通算  | 通算  | 62    | 5     | 8     | 1     | 3     | .929     |

### 記録
初記録
- 初登板：2016年10月1日、対読売ジャイアンツ25回戦（阪神甲子園球場）、9回表に4番手で救援登板、1回無失点
- 初奪三振：同上、9回表にギャレットから空振り三振
- 初先発：2019年7月17日、対中日ドラゴンズ14回戦（豊橋市民球場）、5回4失点で勝敗付かず
- 初勝利・初先発勝利：2019年8月22日、対横浜DeNAベイスターズ21回戦（京セラドーム大阪）、6回無失点

### 背番号
- 61（2016年 - 2021年）
- 124（2022年 - 2023年）

### 登場曲
- 「One Thing」One Direction（2016年）
- 「ヒカレ」ゆず（2017年 - 2018年）
- 「ライオン（2018 New Ver.）」ベリーグッドマン（2019年 - 2020年）
- 「EndlessSky」平井大（2021年、2023年 - ）
- 「Fanfare」Mr.Children（2022年）